# Mantineia
Mantineia (em grego Mαντινεία) é uma cidade grega, situada na prefeitura da Arcádia, no centro da periferia do Peloponeso. Foi palco de duas importantes batalhas na Antiguidade Clássica, em 418 a.C. (no contexto da Guerra do Peloponeso) e em 362 a.C.. Hoje em dia situa-se escassos quilómetros a norte de Tripoli, a capital da prefeitura da Arcádia.

## Mitologia
Mantineia foi fundada por Mantineu, um dos cinqueta filhos de Licaão. Possivelmente [carece de fontes?], através da sua filha Aglaia, Mantineu se tornaria o avô de Acrísio e Preto.